# Indiana Jones: The Pinball Adventure
| Indiana Jones: The Pinball Adventure | |
|                                      | |
|                                      | |
| Tillverkare                          | Williams |
| System                               | Williams WPC (DCS) |
| Designer                             | Designers: Mark Ritchie, Doug Watson Programmerare: Brian Eddy Artwork: Doug Watson Mekanik: Jack Skalon Musik: Chris Granner Ljud: Chris Granner, Rich Karstens |
| Utgivet                              | Augusti, 1993 |
| Sålda kopior                         | 12,716 |

Indiana Jones: The Pinball Adventure är ett flipperspel från 1993 utvecklat av Williams. Flipperspelet är av typen Solid State Electronic (SS). Spelet är baserat på Indiana Jones-filmerna. Spelet är en del i Williams så kallade SuperPin-serie av SS-spel av typen widebody (Widebody innebär att spelfältet är bredare än vid standard). Detta var det första spelet att använda Williams / Midways DCS-ljudsystem. Skådespelaren John Rhys-Davies, som spelade karaktären Sallah i Indiana Jones-filmerna, är med som röst i spelet. Noterbart innehåll i detta flipperspel är 2 flippers, 2 rampar, captive ball, autoplunger, och tre olika uppdrag som visas på den digitala skärmen.
Det finns uppdrag i spelet från samtliga Indiana Jones-filmer, samt fyra olika multiboll-lägen.

## Trivia
Ett spelföretag som går under märkesnamnet Unidesa/Cirsa/Stargame har gjort en replika av spelet.